# Coopération défensive finno-estonienne

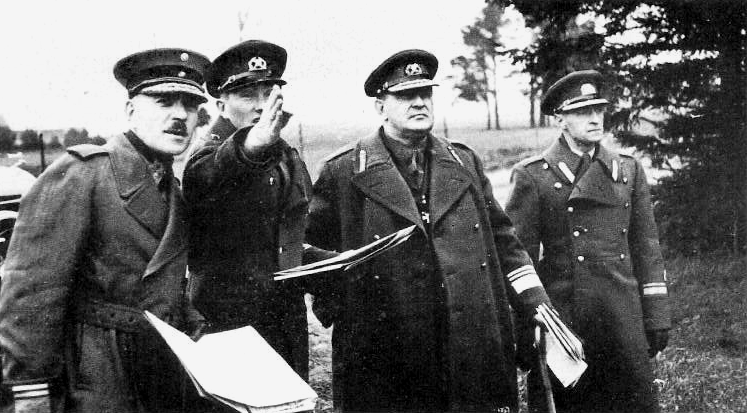
Lennart Oesch, chef de l'état-major général finlandais (à gauche) surveille les exercices militaires de l'armée estonienne en octobre 1938. Le second officier sur la droite se trouve être le chef de l'état-major général estonien Nikolai Reek.

La coopération dans le domaine de la défense entre la Finlande et l’Estonie a commencé en 1930 avec un pacte de coopération militaire secret afin de contrer la menace représentée par l'Union soviétique. La coopération ouverte prit fin en 1939, après que les Soviétiques eurent exercé des pressions sur le gouvernement estonien, mais elle a continué secrètement par l’échange d’informations pendant la guerre d'Hiver.

## Contexte

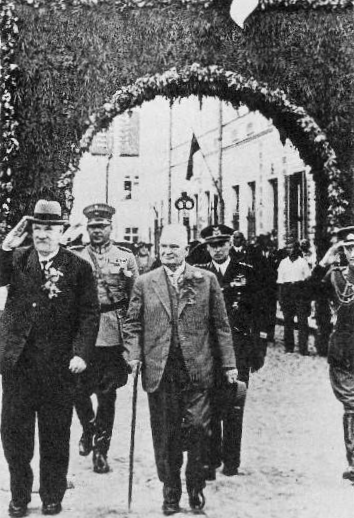
Le président de la Finlande Pehr Evind Svinhufvud (à gauche) et le président de l'Estonie Konstantin Päts (au milieu) dans la ville de Narva en 1936. Des visites d'État étaient programmées chaque année. La question la plus importante lors des discussions était la coopération militaire entre les deux pays.

Les origines de la coopération de défense résident dans l'Entente baltique des années 1920. La coopération pratique a commencé sur l'initiative de l'état major finlandais en février 1930 à Tallinn, les premiers jeux de guerre conjoints ont eu lieu en 1933. Officiellement les deux pays étaient neutres, mais en coulisses, les relations étaient plus complexes. Par exemple, l'Allemagne nazie a, en vain, offert à l'Estonie une alliance militaire secrète en 1937.
La Finlande a commencé cette coopération pour des raisons avant tout défensives, et moins culturelles, les deux peuples parlant des langues finnoises. Les plans de défense impliquaient que la Finlande lance un assaut massif contre Leningrad, si l'Union soviétique déclarait la guerre aux deux pays. Cependant, ces plans auraient également nécessité la participation de la Lettonie, et selon Carl Gustaf Emil Mannerheim, Finlande et Estonie auraient eu besoin de demander une aide extérieure à la Société des Nations. La Finlande ne pouvait pas envoyer des troupes directement aux pays baltes, mais une attaque concertée aurait été possible par l'isthme de Carélie et / ou depuis la Pologne.

## Plan de blocus du golfe de Finlande
Avant les années 1930, la coopération de défense entre la Finlande, la Pologne, l'Estonie, la Lituanie et la Lettonie était basée sur la politique du cordon sanitaire. Dans les années 1930, la coopération a diminué, et la Finlande et l'Estonie ont entamé de leur côté des discussions devant aboutir à un plan concerté. En raison de la politique de neutralité finlandaise, les deux nations ont gardé leur pacte de coopération secret.
La politique de neutralité pratiquée dans tous les pays nordiques n'autorisait pas non plus une participation suédoise directe dans la gestion de la sécurité du golfe de Finlande. Toutefois, en coulisses, les états-majors suédois et finlandais avaient secrètement négocié un plan en 1929 pour bloquer le golfe. En 1930, la Suède était initialement d’accord pour  proposer le plan de blocus à l'Estonie. Officiellement, la Suède ne participerait pas à la coopération, mais elle fournirait du matériel et mettrait à disposition  des troupes auxiliaires, si l'Union soviétique attaquait.

### Artillerie côtière
Les mesures concrètes prises par la Finlande et l'Estonie étaient basées sur la réutilisation du système de forteresse navale de Pierre le Grand, qui aurait combiné le feu conjoint des navires de surface et de l’artillerie côtière afin d’empêcher tout  mouvement de la flotte soviétique dans la Baltique. Il faut en effet savoir qu'après la destruction d'une grande partie de la flotte impériale russe de la Baltique lors de la guerre russo-japonaise de 1905, la Russie avait cherché à compenser la perte de ses navires, à partir de 1912, en renforçant l'artillerie côtière sur les rives du golfe de Finlande. L'objectif avait été de construire un barrage contre l'intrusion potentielle de la flotte allemande le long du golfe de Saint-Pétersbourg, alors capitale de la Russie. Des batteries côtières de canons de 12 pouces étaient installées des deux côtés du golfe.
La coopération de défense visait à empêcher le passage de navires soviétiques à travers le golfe, à Helsinki et à Tallinn, en utilisant des mines marines, de l'artillerie côtière et des sous-marins. En conséquence, la Finlande a réaménagé son artillerie côtière lourde et des forteresses, adaptant ses obus de 305 mmpour leur donner une plus grande portée, et par la même, fournir une couverture d'artillerie complète entre  Mäkiluoto en Finlande et Naissaar en Estonie. Le premier exercice militaire conjoint a eu lieu en 1936.

### Sous-marins

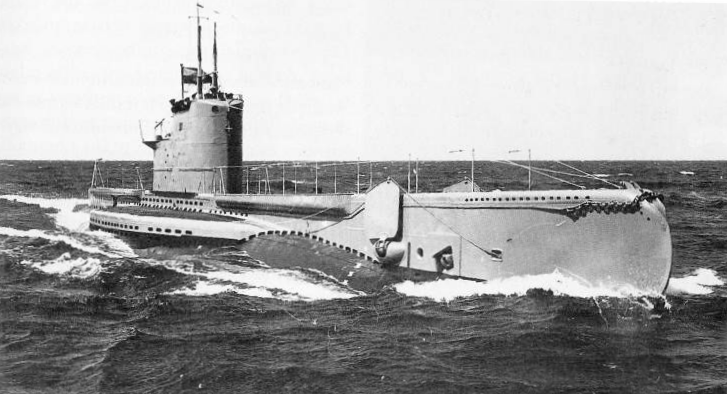
Les sous-marins estoniens Kalev et Lembit ont été fabriqués au Royaume-Uni et sont entrés en service au printemps 1937.

Le déploiement conjoint de sous-marins était une partie du plan de blocus du golfe. Le programme de sous-marins estoniens a été coûteux pour le pays, et la marine estonienne a même dû vendre deux destroyers en 1933 pour être en mesure de financer les deux nouveaux sous-marins qu'elle a lancés en 1937. Les sous-marins estoniens emportaient le même type de torpilles et de mines que leurs homologues finlandais; et des officiers de marine ont été formés dans les sous-marins finlandais.

## Écoutes radiophoniques pendant la guerre d'Hiver
Pendant la guerre d'Hiver, l'Estonie était officiellement neutre, même si elle a été contrainte par l'Union soviétique d'accueillir des bases militaires et des troupes sur son sol. À partir de ces bases militaires, l'Union soviétique effectua des raids de bombardement sur la Finlande. Dans le cadre de la coopération de l'artillerie côtière, les pays avaient organisé une gestion commune des tirs grâce à une connexion par un câble radio sous-marin. Plus tôt, les Estoniens avaient réussi à déchiffrer le code radio secret soviétique, et ont eu accès aux communications radio militaire. Pendant la guerre d'Hiver, le personnel militaire estonien a donné aux Finlandais des informations top secrètes concernant les mouvements de troupes soviétiques.

## Révélation
Le pacte finno-estonien de coopération de défense est resté secret pendant des décennies, et est seulement apparu au grand jour lorsque les archives estoniennes et russes ont été ouvertes dans les années 1990. Les archives finlandaises, quant à elles, avaient dû soit être transportées en dehors du pays soit détruites après la guerre de Continuation.